# SuperPower
SuperPower est un jeu vidéo de grande stratégie et de simulation gouvernementale développé par DreamCatcher Interactive et édité par GolemLabs, sorti en 2002 sur Windows.
Il a pour suite SuperPower 2.